# Pseudachorutes subcrassoides
Pseudachorutes subcrassoides är en urinsektsart som beskrevs av Mills 1934. Pseudachorutes subcrassoides ingår i släktet Pseudachorutes och familjen Neanuridae. Inga underarter finns listade i Catalogue of Life.